# Phragmipedium kovachii
Phragmipedium kovachii är en orkidéart som beskrevs av J.T.Atwood, Dalström och Ric.Fernández. Phragmipedium kovachii ingår i släktet Phragmipedium och familjen orkidéer. Inga underarter finns listade i Catalogue of Life.

## Bildgalleri

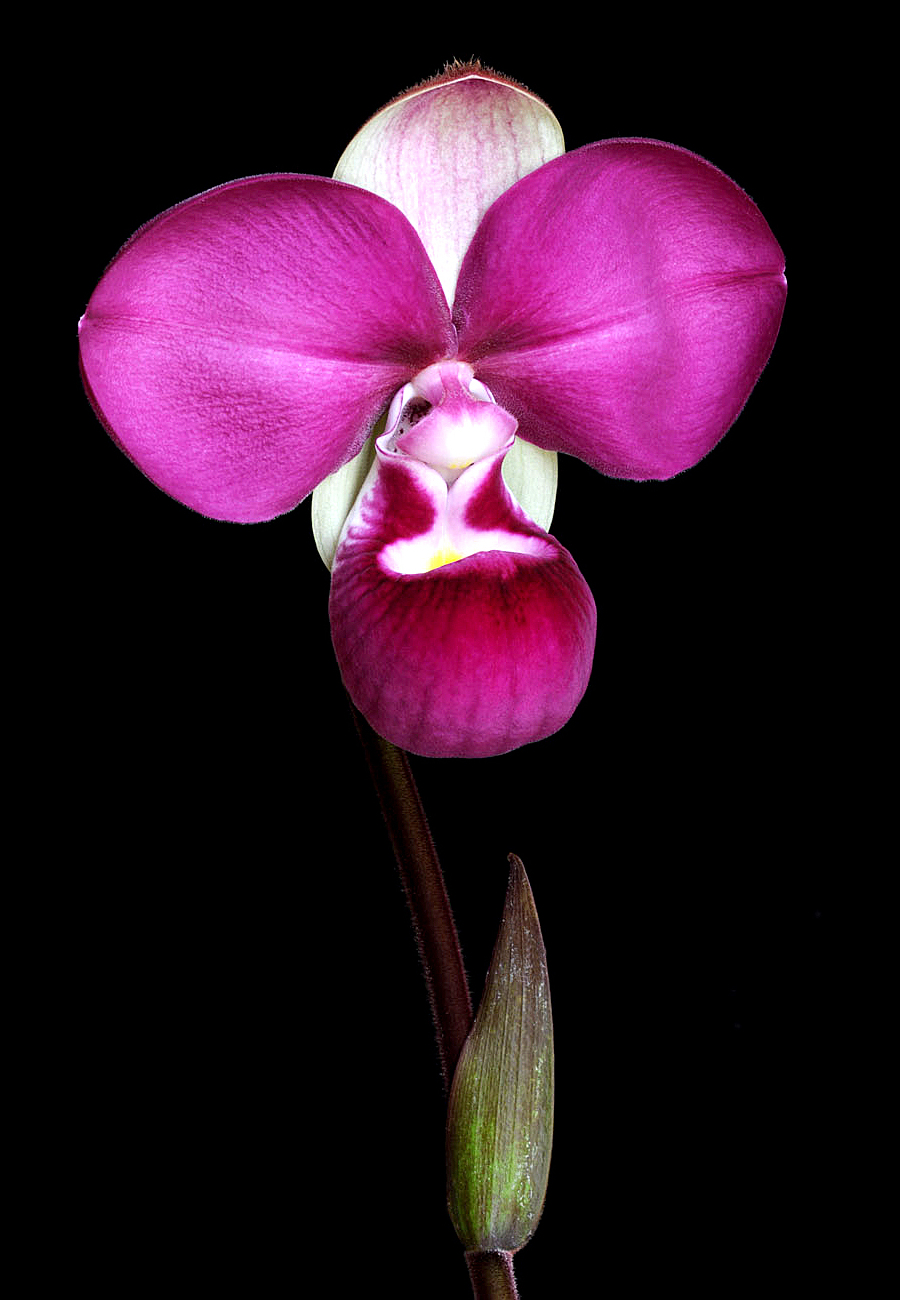
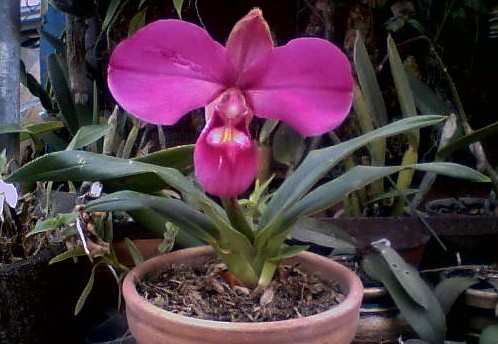
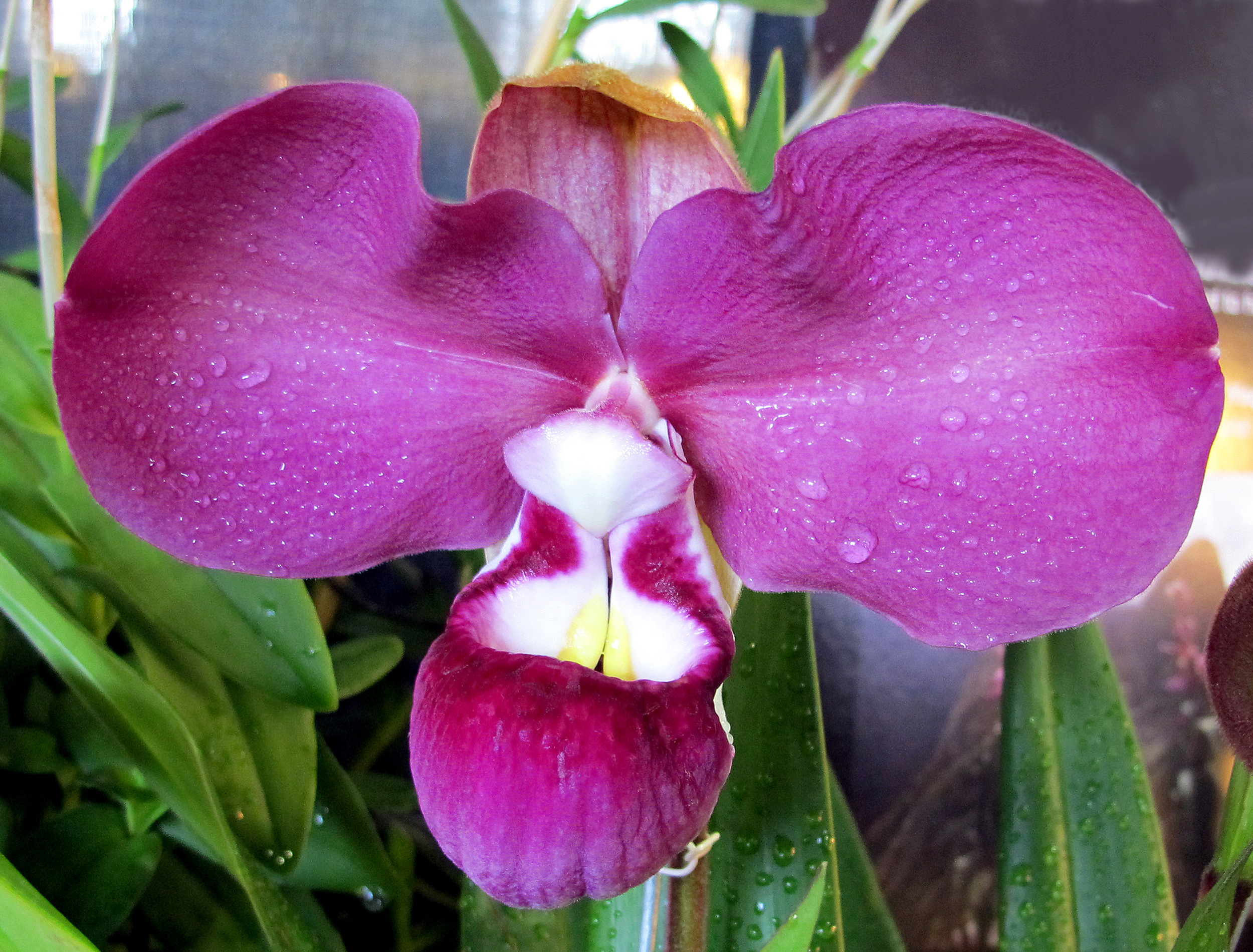
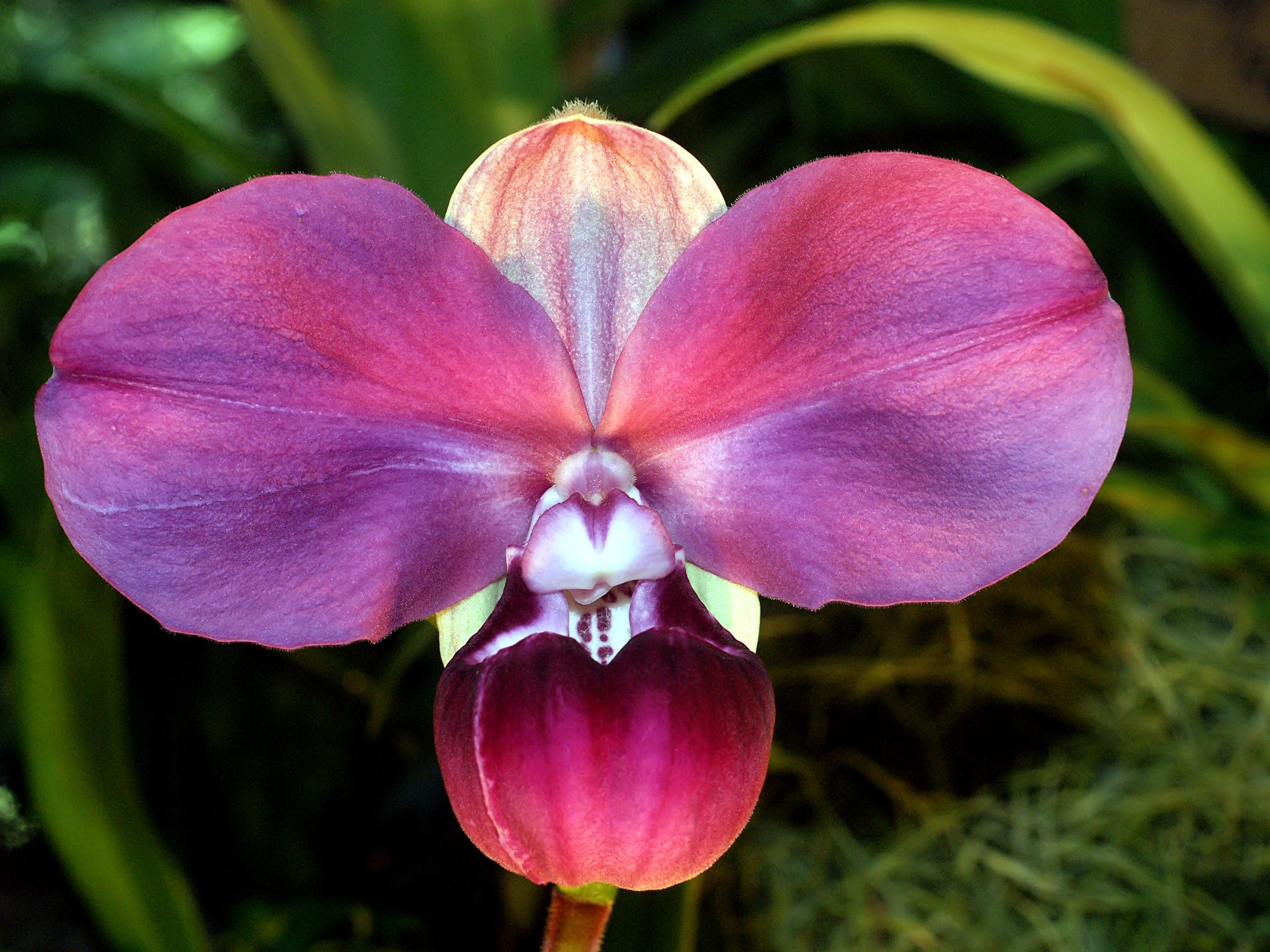
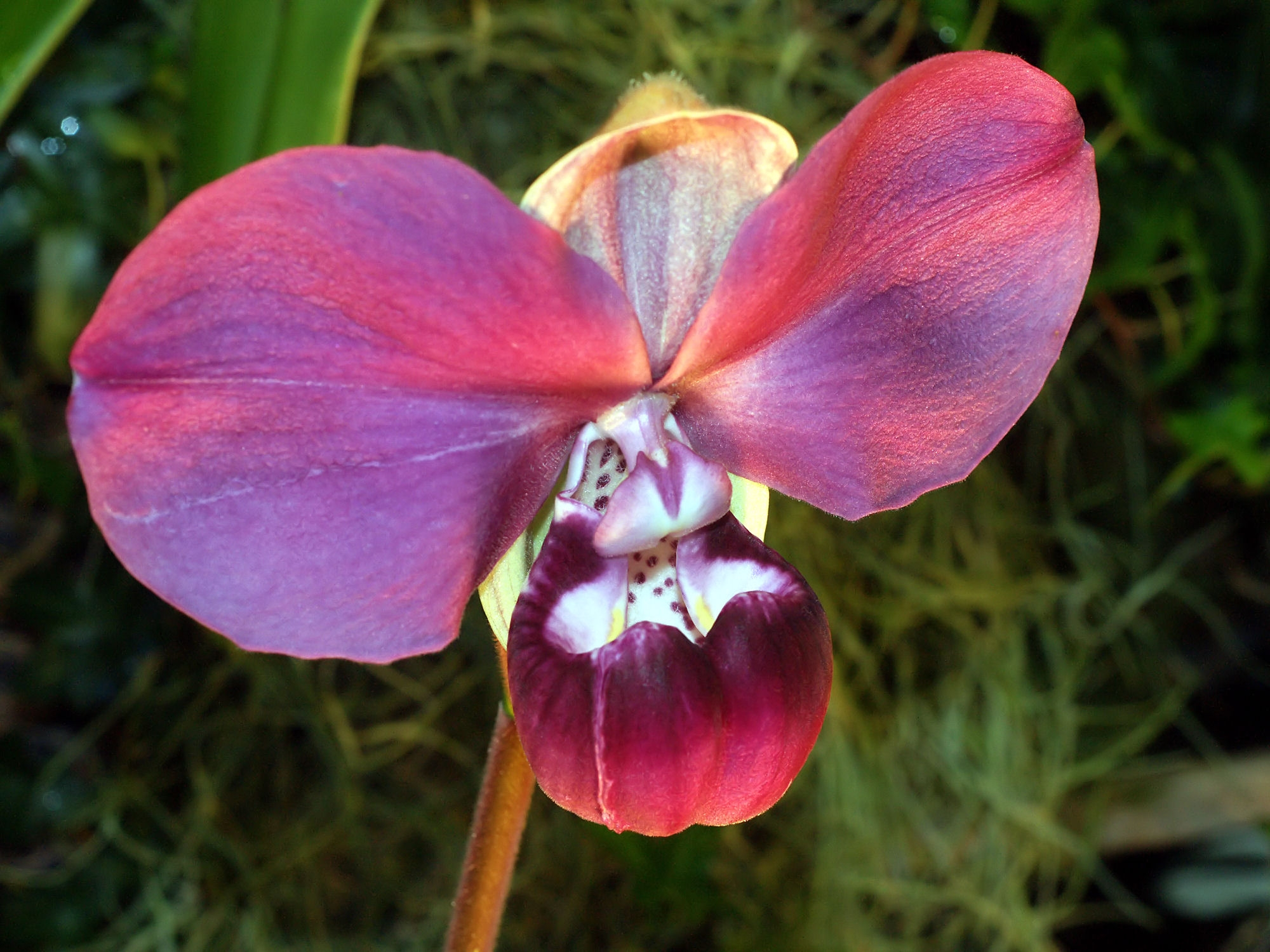
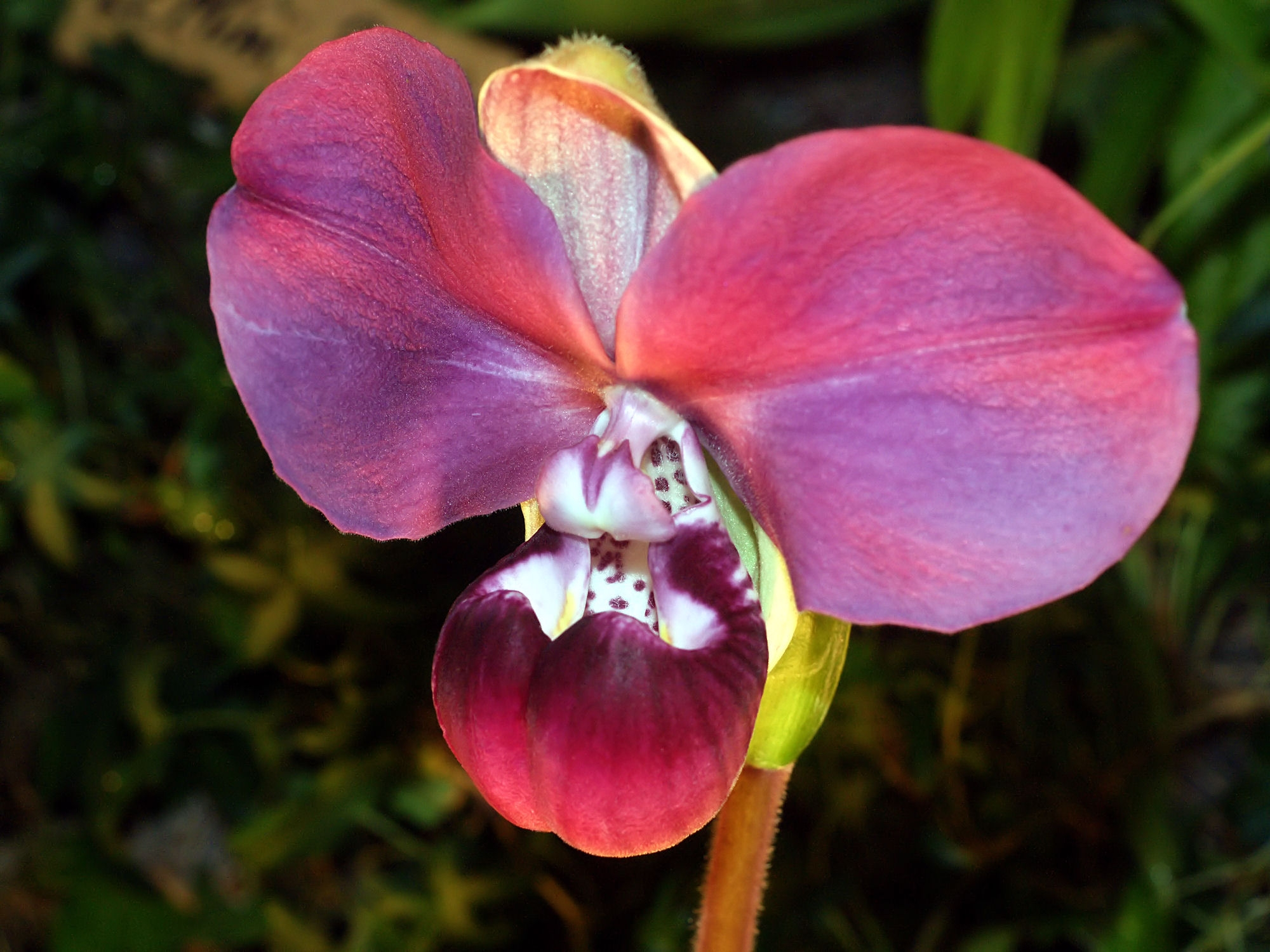